# Nationalpark Masoala
Der Nationalpark Masoala (französisch Parc national de Masoala) befindet sich auf der Halbinsel Masoala im Nordosten Madagaskars. Der Nationalpark wurde am 1. März 1997 ausgewiesen und ist mit einer Fläche von 2400 km² auf dem Papier und von 2096,325 km² in der Realität der größte Nationalpark auf Madagaskar. Zusammen mit weiteren Nationalparks  Madagaskars (Marojejy, Zahamena, Ranomafana, Andringitra, Andohahela etc.) ist er seit 2007 Teil des Weltnaturerbes der UNESCO.
Der Nationalpark schützt den größten noch zusammenhängenden tropischen Regenwald Madagaskars, Küstenwälder, Mangrovensümpfe und an drei Orten die Unterwasserwelt im Indischen Ozean. Zum Nationalpark gehören auch einige vorgelagerte Korallenriffe, drei kleinen Parzellen an der Ostküste und die noch fast unberührte Insel Nosy Mangabe in der Baie d’Antongil.
Im Regenwald leben zehn verschiedene Lemuren-Arten, darunter Rote Varis, Masoala-Gabelstreifenmakis und Aye-Ayes. Außerdem zahlreiche Vögel, Chamäleons und andere Reptilien, Tenreks, Fische, Frösche (beispielsweise der Rote Tomatenfrosch), Schmetterlinge und Wirbellose. Der Park ist das letzte Rückzugsgebiet der stark bedrohten Roten Varis. Der ebenfalls stark gefährdete Geckoweih (Eutriorchis astur) galt sogar als ausgestorben, bevor er Ende 1993 auf Masoala gesichtet wurde. In der Parzelle Andranoanala bei Cap-Est ist die fleischfressende Pflanze Nepenthes masoalensis beheimatet.
Die drei Parcs marins (Schutzgebiete im Ozean) Tampolo, Ambodilaitry und Ifaho gehören zu den interessantesten Korallenriffen Madagaskars. Neben den Korallen und den vielen Fischen werden hier auch Wale geschützt. Hunderte von Buckelwalen ziehen zwischen Juli und September an der Küste entlang. In der Bucht von Antogil pflanzen sie sich fort und gebären Junge.
Am Rand des Nationalparks gibt es eine Pufferzone, in der die Bevölkerung den Wald nachhaltig nutzen darf. Mehrere ausländische Organisationen unterstützen zudem Projekte, die der Bevölkerung ein Überleben ohne Zerstörung des Waldes ermöglichen sollen.
Positive Effekte für die lokale Bevölkerung erhofft man sich auch vom Ökotourismus. Vom Eintrittsgeld, das Touristen zu bezahlen haben, geht die Hälfte an Entwicklungsprojekte. Im Nationalpark gibt es keine Übernachtungsmöglichkeiten. Besucher müssen deshalb kampieren oder in kleinen Hotels in Dörfern außerhalb des Schutzgebiets übernachten. Wer den Nationalpark nicht zu Fuß erkunden möchte, ist auf Boote angewiesen. Führer und Träger stehen zur Verfügung.
Für die lokale Bevölkerung ist der Nationalpark in vielerlei Hinsicht aber höchst problematisch, unter anderem weil der Park den Verlust von Land für die Selbstversorgung bedeutet.
Der Zoo Zürich, der mit der Masoala-Halle einen großen Teil seiner Anlage Madagaskar widmet, unterstützt mit regelmäßigen Beiträgen den Nationalpark und Projekte in den Dörfern der Umgebung.

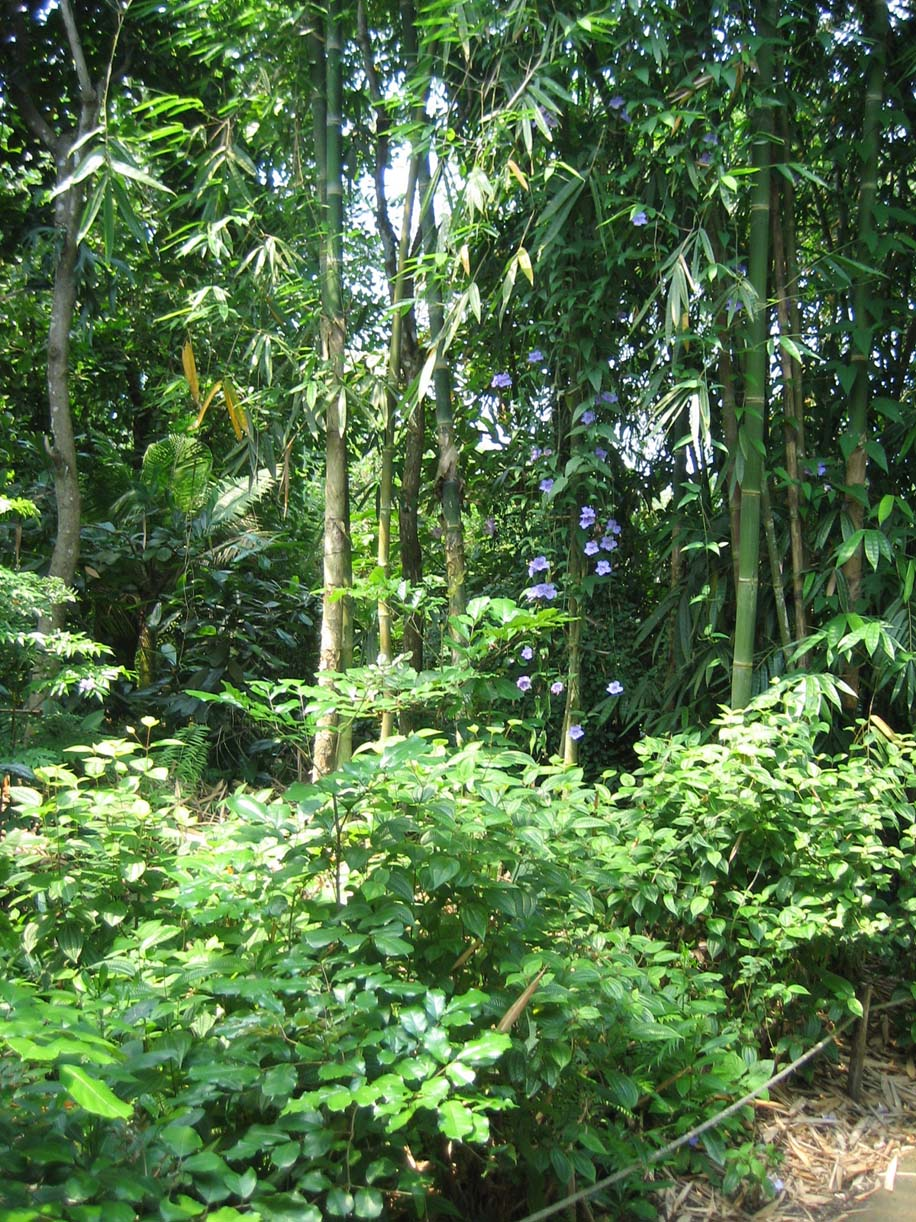
Pflanzenwelt
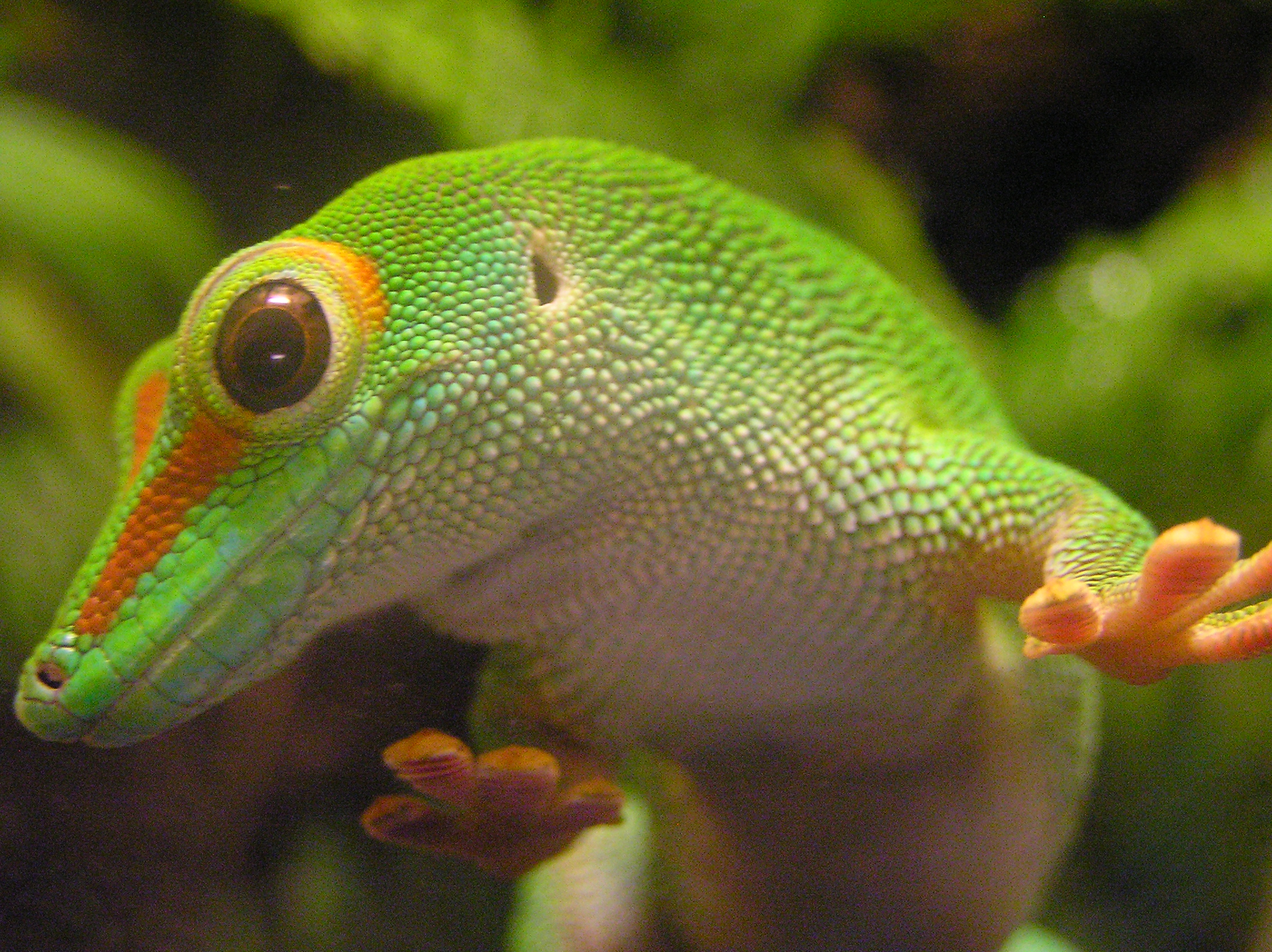
Großer Madagaskar-Taggecko (Phelsuma grandis)
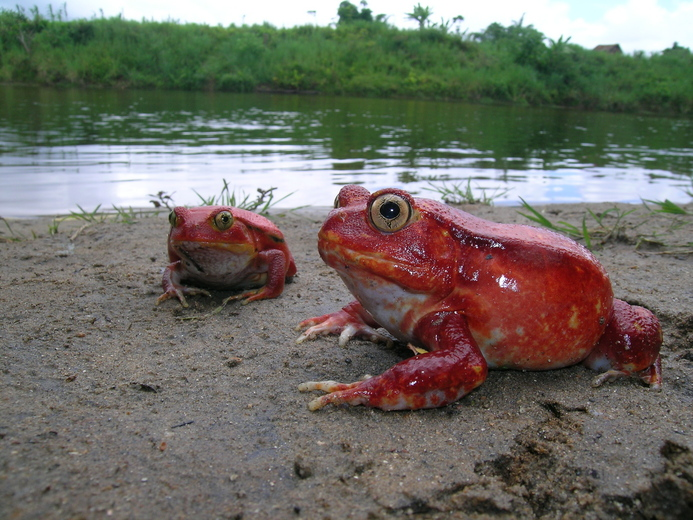
Roter Tomatenfrosch (Dyscophus antongilii)